# Strmendolac
Strmendolac je naselje u sastavu grada Trilja u Splitsko-dalmatinskoj županiji.

## Zemljopis
Nalazi se okružen brdima na krškoj zaravni uz malo polje na uzvisini, 4 kilometra jugoistočno od Trilja. U naselje se može doći cestovnim putem iz nekoliko pravaca: s juga od Čaporica, s jugoistoka iz smjera Ugljana te glavnim cestovnim pravcem od Trilja.
Područje naselja bogato je prirodnom pitkom vodom. Uz osamnaest izvora, kroz naselje teče mnoštvo potoka koji se spajaju u Krolin potok.
Na području naselja nalazi se mnoštvo krških reljefnih oblika kao što su jame, špilje, ponikve, škrape, kamenice. Jama Garepuša, jedna od većih na području Strmendoca, promjera je oko 4,5 metra. 
U Strmendolcu postoje dvije vrste šuma, listopadna sačinjena od graba, jasena i hrasta i novozasađena crnogorična šuma većinom sačinjena od bora i smreke.

## Stanovništvo
Apsolutno većinsko i jedino autohtono stanovništvo ovoga sela jesu Hrvati, a većina stanovništva izjasnila se pripadnicima rimokatoličke vjere.
| broj stanovnika | 173   |       | 127   | 232   | 232   | 225   |       | 278   | 290   | 310   | 346   | 303   | 294   | 339   | 221   | 181   | 158   |
|                 | 1857. | 1869. | 1880. | 1890. | 1900. | 1910. | 1921. | 1931. | 1948. | 1953. | 1961. | 1971. | 1981. | 1991. | 2001. | 2011. | 2021. |

Popis 2021. ustanovio je 158 stanovnika, što je pad od 13 % na odnosu na 2011. godinu. 

## Povijest
Područje Strmendoca bilo je naseljeno u Ilirskom dobu. Dokazi toga su razne gradine i spomenici te istraživanje dr. Darka Periše koji ustanovljuje da kroz Strmendolac prolazi rimski limes te utvrđuje položaj rimskog zemljanog logora u centru sela (ispod crkve sv. Nikole) koji je vidljiv i danas. Nekada je pripadao »rubnim zemljama« najstarijeg teritorija plemena Delmata koji se prostirao od Cetine do Neretve, od Biokova do Vrana i Čvrsnice s glavnim gradom Delmionom (Imotski).
Kroz srednji vijek nema zapisa o selu, no tri nekropole svjedoče o tome da su ljudi tu i dalje bili. Najvažnija od tih je nekropola križine na kojoj su po istraživanju arheologa Mate Puljka pokopani svećenici iz sela.
Kasnije, dolaskom Osmanlija, seoski otpor je ugušen, a ostatci toga su razni stećci i grebi u kojima su pronađen razni nakit. 
Turci su zauzeli to područje i vladavina trajala je gotovo dvije stotine godina. U ranom 16. stoljeću većina sela oko Kamešnica u prvim godinama vladavine Venecije su bila instalirana sa sjedištem u Hercegovini i tako su se neki muslimani obratili na kršćansko stanovništvo. Nakon 1691. godine selo je ostalo u turskim rukama jer je bio s lijeve strane rijeke Cetine. Požarevačkim mirom sklopljenim 1718. godine, novi vojni udar na Kamešnicu izvukao ga je od turske vlasti i tako je potpuno oslobođen. 
1732. godine postao djelom novoosnovane župe Ugljane i župne crkve tijekom reorganizacije. Strmedočka crkva sv. Nikole podignuta je 1767. godine.
U doba napoleonskog upravljanja Ilirskim pokrajinama (1809. – 1813.) proširen je put koji je povezivao Ugljane i Strmendolac, danas pod imenom županijska cesta 6209.
Naselje je imalo 173 stanovnika 1857. godine, a 225 stanovnika u 1910. godine.
Tijekom Drugog svjetskog rata nije bio pod ničijom vlašću kao i obližnja sela.
Od 1991. ono pripada samostalnoj Hrvatskoj. Otad stanovništvo opada pa je u 2021. godini u selu je po popisu bilo 158 stanovnika.

## Zaštitnici
Zaštitnici mjesta su sv. Nikola, biskup i naučitelj, te sv. Nevina dječica.[nedostaje izvor]

## Zanimljivosti
Na karti iz 18. stoljeća naselje nosi naziv Czermindolatz.

## Sport
U Strmendolcu je djelovao SD Trudbenik[nedostaje izvor] i sportsko okupljalište Crveni klanac koje je postojalo od 1974. godine do Domovinskoga rata. Tu su se godišnje 1. svibnja održavale seoske olimpijske igre. Prema nekim podacima okupilo bi se oko 2000 gledatelja. Održavana su i mnoga druga natjecanja npr. nogomet, kamena s ramena, streličarstvo i streljaštvo.

## Gospodarstvo
U Strmendolcu je od 1948. do 1954. godine djelovala Seljačka radna zadruga Trudbenik Strmendolac (SRZTS). Također, u zgradi seljačke zadruge nalazio se i radni pogon tvornice Cetinke za plastičnu galanteriju, koji je kasnije preinačen u radni pogon SMS-a.
Najviše ljudi bavi se poljoprivredom, vinogradarstvom i voćarastvom. Najpoznatije zanimanje u ovom selu bilo je vinogradarstvo uz koje je Strmendolac duboko vezan uz obližnje selo Čaporice. O tome svjedoči knjiga zapisa policijske stanice Trilj u kojoj se navodi da bi ta dva sela proizvela više vina nego cijela Cetinska krajina, tj. cca 50 vagona vina.[nedostaje izvor]
U Strmendolcu je pred početak Domovinskoga rata djelovao rudnik boksita.

## Klima
U Strmendolcu klima je umjereno topla s vrućim ljetima. Zbog toga se na južnoj strani sela nalazi većina vinograda i voćnjaka. Dok sjevernije se sade sve više žitarice i povrće.

## Znamenitosti
- Crkva sv. Nikole biskupa u Strmendocu
- Gradina iz ilirskog doba u Crvenom Klancu blizu zaseoka Pešo nalazi se na istoimenom brdu Gradina.
- Romanički dvometarski križevi nalaze se na mjestu bivše, srušene crkve sv. Nikole smatra se da ti križevi služe kao spomenik.
- Stećci i grebi (15. st.  – 17. st.). Kroz Strmendolac prolazila je stoljetna ruta Klis – Stolac, tako da je bio trgovačka ruta pogodna za razbojnike i bandite stoga ima dosta spomenika koji prikazuju pljačku. Također na tom području su bili turska haračenja zbog čega isto ima stećaka.
- Turski bunar kraj zaseoka Marasovići je tipični bunar iz turskog doba kružnog oblika s malim kružnim otvorom na centru u dnu zvanim "riga". Do dna bunara postoje stepenice. Oko cijelog bunara je prije bio zid. Zbog smrtnog slučaja I. Marasović 1963. počelo se razmatrati o njegovom natkrivanju. 1968. su dvije žene upale i prošle s lakšim ozljedama. Tada je mjesni odbor donio odluku da se bunar natkrije. Bunar je natkriven i ima 3 otvora, dva bočna i jedan na sredini. Oko njega se nalaze kamenice za vodu.

- Postoje građevine iz 17. stoljeća, što ne znači da nije bilo starijih građevina. Većina tih zgrada je sačuvana, one su većinom male i služile su kao staje za životinje ili za sušenje mesa. Kuće se građene od kamena koji se vadio po brdu a krov se prekrivao travom ševarom (kuće pokrivene ševarom – ševarice). Novije kuće su se pokrivale s kamenim pločama koje su bili iskapane u zaseoku Kovačevići na Ugljanima.